# Dienes András (labdarúgó)
Dienes András (Pécs, 1974. október 15. –) magyar labdarúgó, 2013-2020. között Ausztrában élt. Jelenleg a megye I-es PVSK labdarúgója.

## Élete
Karosszérialakatosként tanult, a Pécsi Sportiskola toborzóján 1985-ben figyeltek fel rá. Edzői Peti Csaba, Máté Gábor, Guzsvány János voltak. A Pécsi Mecsek FC labdarúgójaként kezdte sportolói pályáját 1991-ben. 1997-ben átigazolt a Pécs '96 FC-hez, így csapata révén az NB II. játékosa lett. Később visszatért a PMFC-hez, majd 2007-ben a Tatabányához, egy évvel később a Kozármisleny SE-hez, majd a Gold-Sporthoz, 2010-ben a Barcsi SC-hez, 2011-ben pedig az osztrák Union Thalheimhez igazolt. 2013-ban végleg Ausztriába költözött, sporttal már nem foglalkozik. 2020 nyarán a PVSK csapatához igazolt.
Az 1996. évi nyári olimpiai játékok felkészítőcsapatában és az edzőtáborban még a válogatott keret tagja volt, de az olimpiára már nem válogatták be. Összesen 513 mérkőzésen játszott.